# سبدنشین پیچان
سبدنشین پیچان (نام علمی: Cisticola marginatus) گونه‌ای پرنده از تیرهٔ سبدنشینان (Cisticolidae) است. این پرنده در سراسر آفریقا، جنوب صحرا و شمال مدار ۱۱ درجه جنوبی پراکندگی دارد.
زیستگاه‌های طبیعی آن علفزارها و باتلاق‌های پست گرمسیری فصلی خیس یا سیلابی هستند.

## نگارخانه

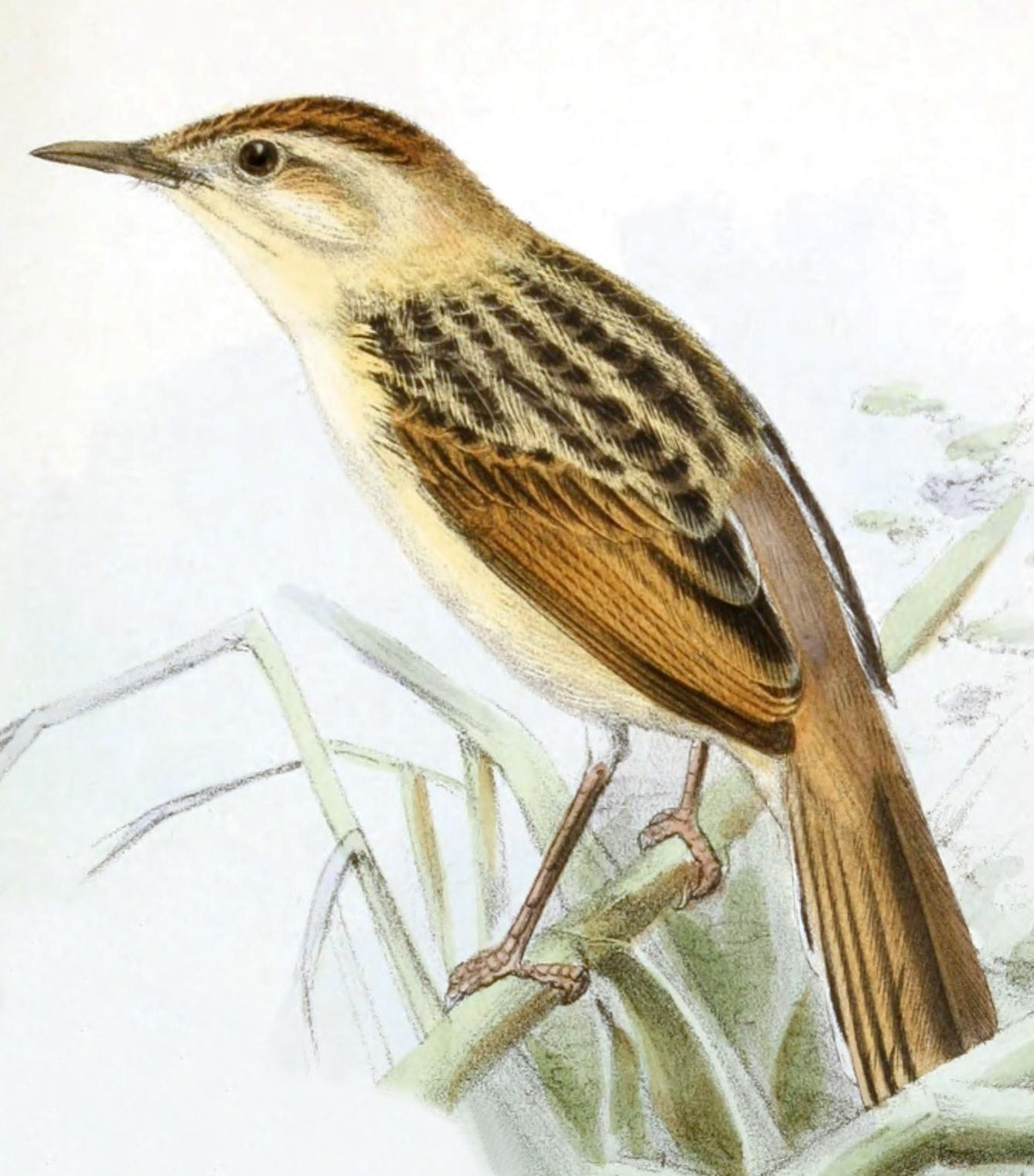
Cisticola marginatus که توسط کولمانس نگاره شده است
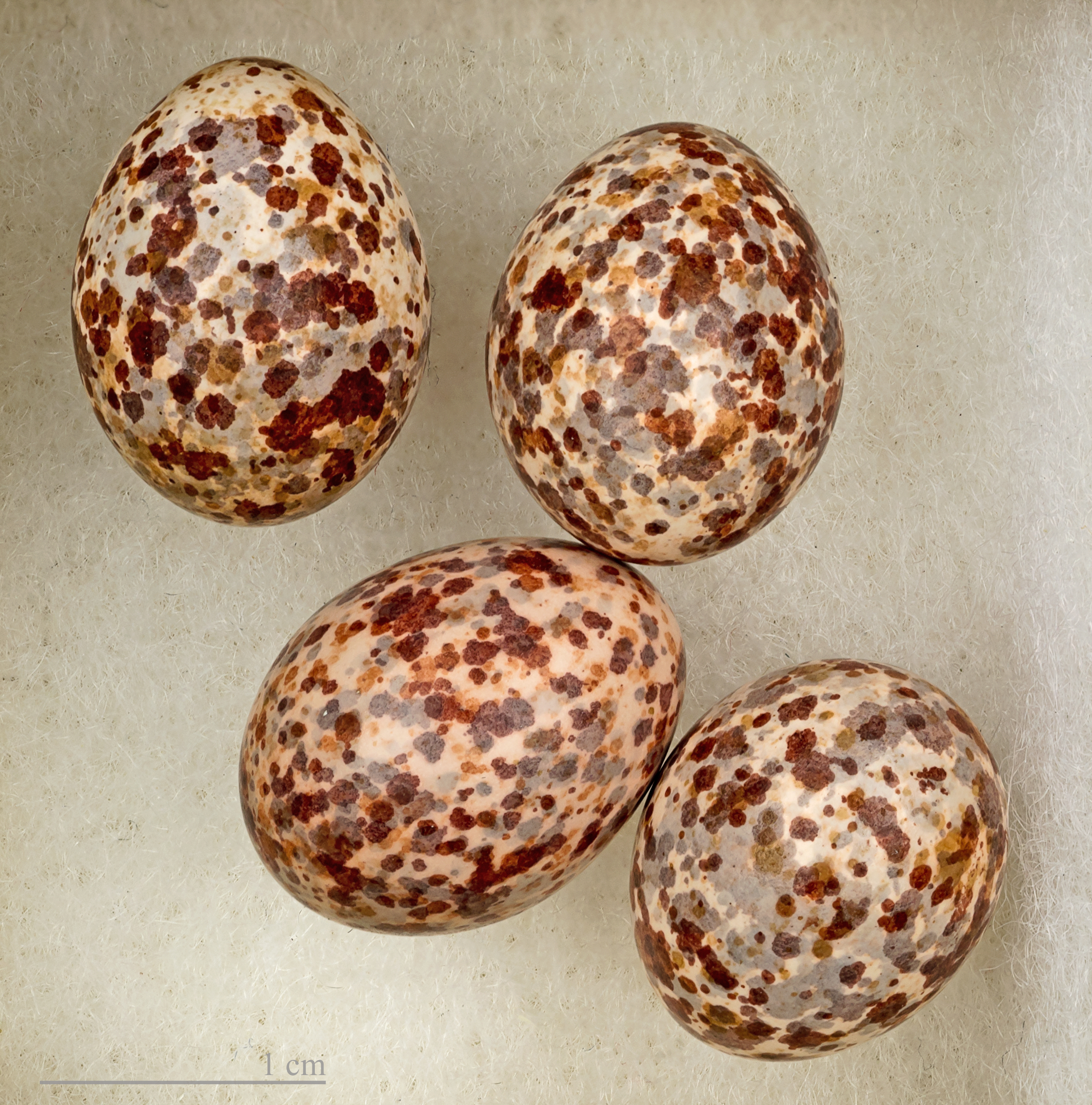
Eggs of Cisticola marginatus amphilectus
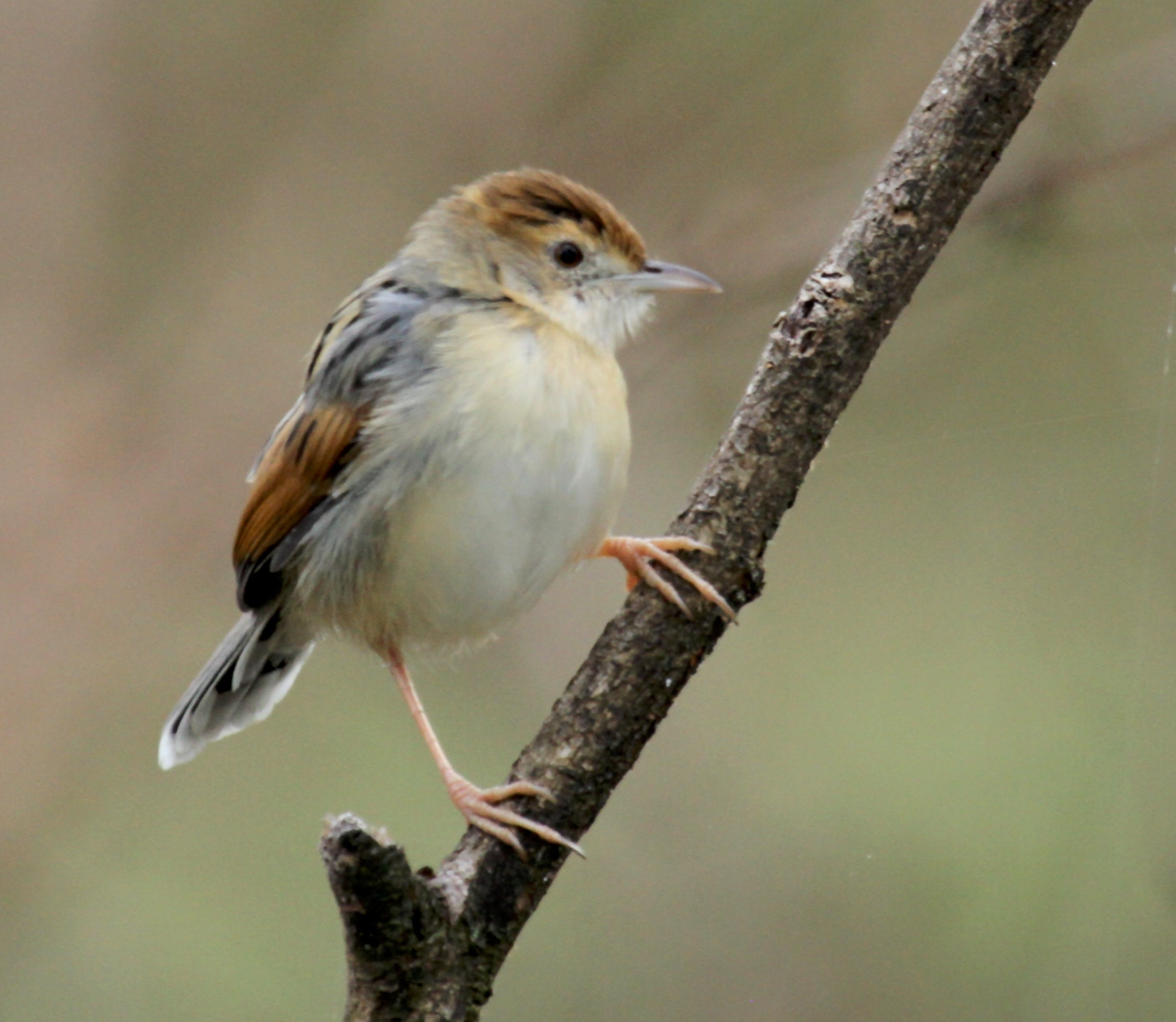
باشگاه کانتری دریاچه ناواشا - کنیا